# 부안 동문안 당산
부안 동문안 당산(扶安東門안堂山)은 대한민국 전북특별자치도 부안군 부안읍 동중리에 있는 조선시대의 당산이다. 1970년 5월 20일 대한민국의 국가민속문화재 제19호로 지정되었다.

## 개요
부안 동문안 당산은 돌기둥(당산)과 돌장승 한 쌍(할아버지 당산, 할머니 당산)으로 이루어진 당산이다. 마을 밖으로부터 부정한 것의 침입을 막고 마을의 평안을 기원하는 의미로 세운 돌기둥을 중심으로 동쪽 50여m 지점에 당산나무가 있고, 그 사잇길 양쪽에 한 쌍의 돌장승이 마주보고 서있다.
돌기둥은 화강암을 깎아만든 것으로 그 꼭대기에 돌로 조각한 오리가 올려져 있다. 돌기둥 주변은 당산제에서 쓰인 동아줄로 칭칭 감아놓기 때문에 평상시에는 정상부분의 오리와 그 밑의 기둥이 약간만 보일 뿐이다. 당산나무 서쪽에는 몸체에 ‘상원주장군’이라고 새겨진 남장승이 머리에 벙거지모양의 모자를 쓰고 서 있고, 동쪽으로는 ‘하원당장군’이라고 새겨진 여장승이 서 있다. 여장승은 남장승보다 키가 크지만 모자는 쓰고 있지 않은 모습이다.
마을에서는 2년마다 음력 정월보름에 당산제를 지낸다. 새끼를 꼬아 만든 동아줄로 줄다리기를 한 다음 그 줄을 돌기둥에 감아 놓은 후 제를 올린다. 동아줄을 돌기둥에 감는 것을 ‘옷입힌다’고 하는데, 마을 전체의 복을 기원하고 농사의 풍요를 바라는 염원이 담긴 의미로 신앙물을 인격화 함으로써 돌기둥을 동제의 주신으로 받들고 있음을 보여준다. 돌기둥과 돌장승 모두 옛 모습을 잘 간직하고 있어 마을신앙을 보여주는 민속자료로서 가치가 있다.

## 돌오리상
부안 동문안 당산은 3미터가 넘는 당산과 ‘상원주장군(上元周將軍)’과 ‘하원당장군(下元唐將軍)’이라고 쓰인 한 쌍의 장승으로 구성돼 있다. 화강석을 거칠게 다듬어 조각한 약 59×20cm 크기의 돌오리상은 본래 부안읍의 주산인 성황산을 바라보며 당산 위에 놓여있던 것으로, 마을 밖으로부터 부정한 것의 침입을 막고 마을의 평안을 기원하는 의미를 지녔다.
2003년 3월 돌오리상이 없어졌다는 사실이 알려졌다. 그해 2월 정월 대보름에 당산제를 지낼 때까지만 해도 제자리를 지킨 돌오리상은 한 달 만에 돌연 자취를 감췄고, 이 때문인지 2005년부터는 격년으로 지내던 당산제마저도 단절됐다.
문화재청은 2019년 2월 회수해 부안군 부안읍 동중리 동문안 마을에 반환했다.

## 참고 자료
- 부안 동문안 당산 - 국가유산청 국가유산포털